# La Ronde de la Cervoise
La Ronde de la Cervoise is een dorpsfeest in de Belgische provincie Namen waarbij speciale bieren centraal staan. De regio is enkele brouwerijen rijk zoals Purnode en Falmignoul maar was ook de bakermat voor bieren zoals Maredsous en Leffe, nu niet meer in de regio zelf gebrouwen.
Het feest vindt sinds 2002 afwisselend in een van de deelnemende gemeenten plaats: Anhée, Dinant, Hastière, Onhaye en Yvoir. Zo werd het feest in 2002, het eerste jaar van de Ronde de la Cervoise, gehouden in Falaën (Onhaye).
De gemeenten zorgen voor een wandeling doorheen een van de deelgemeenten met op regelmatige afstanden een stand met een van de lokale bieren. De standen worden uitgebaat door plaatselijke organisaties. Aan elke stand is ook telkens gezorgd voor een bijhorend hapje en de nodige animatie. 

## Overzicht
1. Falaën - Onhaye, 2002
2. Falmignoul - Dinant, 2003
3. Warnant - Anhée, 2004
4. Purnode - Yvoir, 24 april 2005
5. Waulsort - Hastière, 30 april 2006
6. Anthée - Onhaye, 6 mei 2007
7. Anseremme - Dinant, 27 april 2008
8. Anhée - Anhée, 3 mei 2009
9. Dorinne - Yvoir, 2010
10. Hermeton-sur-Meuse - Hastière, 2011
11. Onhaye - Onhaye, 6 mei 2012
12. Leffe - Dinant, 2013

## 3e ronde: Warnant (Anhée)
Op zondag 25 april 2004 vond de derde ronde plaats.
Bieren:
- Caracole
- Cuvée Li Crochon
- Saxo
- Maredsous
- Gauloise
- La Crayat
- Triple Moine

Hapjes:
- Beignet  van escargots
- Broodje Li Crochon
- Hesp Herbefays
- Boterham met Maredsous

## 7e ronde: Anseremme (Dinant)
De zevende ronde vond plaats op zondag 27 april 2008.
Bieren:
- Gauloise
- Cuvée Li Crochon
- Caracole
- Saxo
- Leffe
- Maredsous
- Applebocq
- Forestine

## 8e ronde: Anhée
De achtste ronde vond plaats op zondag 3 mei 2009.
Bieren:
- Leffe
- Maredsous
- Gauloise
- Caracole
- Malonne
- Forestine
- Lucifer

Hapjes:
- Bordje kaas/charcuterie of een worstenbroodje (Leffe)
- Tartiflette (Maredsous)
- Wijngaardslakken in knoflookboter (La Caracole)
- Wafels (Malonne)
- IJs (Lucifer)

## 11e ronde
De achtste ronde vond plaats op zondag 6 mei 2012.
Bieren:
- Leffe
- Maredsous
- Gauloise
- Caracole
- Saxo
- St-Benoit
- Cuvée Li Crochon

Hapjes:
- Flamiche (Leffe)
- boterhammen met kaas/kaaskroketten (Maredsous)
- balletjes op Luikse wijze (Gauloise)
- Crochonbroodjes (Cuvée Li Crochon)
- Petits gris (slakken) (Caracole)
- Pannenkoeken & Croque Monsieur (Saxo)